# Életünk legszebb évei
Az Életünk legszebb évei (eredeti cím: The Best Years of Our Lives) egy 1946-ban bemutatott amerikai filmdráma, melyet William Wyler rendezett. A történet alapjául – amit a producer Samuel Goldwyn fedezett fel – egy Time-ban megjelent cikk szolgált, amely második világháborús veteránok beilleszkedési zavarairól szólt a civil életbe.
A film hét Oscar-díjat is nyert, és a több mint 20 millió dolláros bevételével az Elfújta a szél óta nem volt ennyire sikeres produkció anyagi szempontból az Egyesült Államokban és az Egyesült Királyságban egyaránt.

## Történet
Közvetlenül a II. világháború után három leszerelt amerikai katona Fred Derry (Dana Andrews), Homer Parrish (Harold Russell) és Al Stephenson (Fredric March) találkozik útban hazafele Boone Citybe, egy kitalált közép-nyugati városba. Fred az Amerikai Légierő kitüntetett századosa, aki Európában szolgált, de még mindig rémálmok gyötrik egykori bevetései miatt. Homer a Haditengerészetnél volt, ahol mindkét kezét elveszítette egy tűzben, mikor a repülőgéphordozó anyahajó, ahol szolgálatot teljesített, elsüllyedt, ezért horog protézist visel kezei helyén (ahogy Russell eredetileg is). Al a Csendes-óceánnál harcolt gyalogos őrmesterként.
A háború előtt Al bankvezetőként dolgozott a Corn Belt Pénzintézetnél Boone Cityben. Szerető családja – felesége Milly (Myrna Loy), már felnőtt lánya Peggy (Teresa Wright) és főiskolás fia Rob és kényelmes otthona van. Al nem tud könnyen visszazökkenni a normális kerékvágásba és kezdi az alkoholizmus jeleit is mutatni.
A bank készül emelni a kölcsönöket háborús veteránoknak, és Alt kinevezik egy kis hitelrészleg alelnökévé a háborús tapasztalata miatt. Habár miután jóváhagy egy kockázatos kölcsönt egy veteránnak, főnöke Mr. Milton azt tanácsolja neki, hogy ne adjon több kölcsönt fedezet nélkül. A hazatérésére rendezett vacsorán a kissé ittas Al egy heves beszédet mond, elismerve, hogy az emberek azt fogják hinni, hogy a bank játszik a letétesek pénzével. "És igazuk lesz, mi játszunk ennek az országnak a jövőjével."

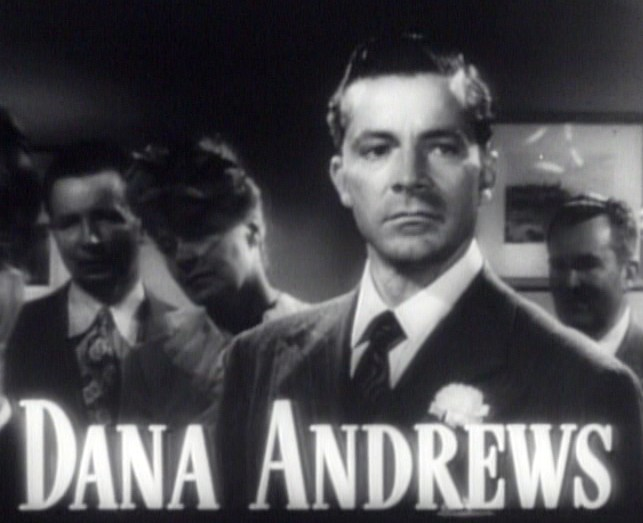

A háborút megelőzően Fred egy szegény környéken felnőtt aluliskolázott üdítőárus volt. A régi munkájához nem akar visszatérni, de másra nincs nagyon esélye a hiányos ismeretei miatt. Bevonulása előtt feleségül vette gyorsan Mariet (Virginia Mayo) mielőtt kivezényelték volna. A nő egy éjszakai bárban dolgozik pincérnőként, és összekeresett egy kis lakásra valót, amíg Fred s háborúban volt. Most nemigazán van ínyére egy üdítő árus feleségének lenni, sokkal jobban vonzódott férjéhez, mikor az katonatiszt volt.
Peggy akkor találkozik Freddel, amikor követi apját egy helyi kocsmába, amit Homer nagybátyja, Butch üzemeltet. A kapcsolat Peggy és Fred között lassan indul, de a vonzalom ott van köztük a kezdetektől. Peggy elmondja a szüleinek, hogy szándékában áll Fred és Marie házasságát zátonyra futtatni. Al a lányát féltve megkéri Fredet, hogy szakítson meg Peggyvel minden kapcsolatot. Fred megteszi, de ez így is majdnem a két férfi közötti barátság végéhez vezet.

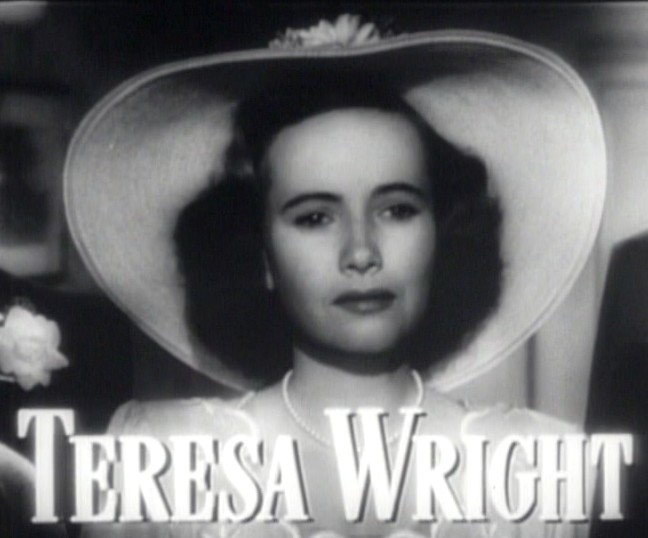

Homer amerikaifutball-hátvéd volt a háború előtt. Seregbe vonulása előtt eljegyezte Wilmát. Miután visszatért, ő és szülei is nehezen fogadják el fogyatékosságát. Megkímélve Wilmát, hogy egy nyomorék emberrel kelljen élnie, inkább eltaszítja magától. Nagybátyja Butch működteti azt a kocsmát, ahol a három veterán rendszeresen találkozik.
Fred a boltban, ahol dolgozik megüt egy vásárlót, mert az azt mondja neki, hogy rossz oldalon harcolt a háborúban. Egy nap amikor a munkanélküli férfi hazatér az álláskeresésből, rájön hogy felesége elhagyta egy másik férfiért. Fred eldönti, hogy elhagyja a várost, és elmegy apjától elbúcsúzni. Apjának adja kitüntetéseit és okleveleit. Miután fia elmegy, Mr. Derry hangosan felolvassa fia harci bátorságáért járó oklevelét, és csak most ismeri fel fia hősiességét.
Fred a repülőtéren a járatára várva az időt elütve sétálni indul a repülőgépek között. Egy B-17-es bombázó orrára felkapaszkodva ismét kezdi átélni harci élményeit. A reptéri technikus csapat főnöke zökkenti ki. Fred szerint a leharcolt gépeket kár lenne megsemmisíteni. A technikus azt mondja, hogy az alumínium felhasználható házak építésénél. Ennek kapcsán munkáról kezdenek el beszélni.
Wilma elmondja Homernek, hogy szereti. A férfi rájön, hogy az élete milyen nehéz lenne a lány nélkül, ezért újra együtt vannak. Az esküvőjükön a már elvált Fred lesz Homer tanúja. Fred formálisan köszön Peggynek, de a ceremónia alatt többször is jelentőségteljesen egymásra néznek. A vendégek gratulálnak a friss házasoknak. Fred megragadja Peggyt és azt mondja neki, hogy a kezdet nehéz lesz, és kell pár év mire egyenesbe kerülnek. A lány ennek ellenére mosolyog és átölelik egymást.

## Szereplők
| Szerep           | Színész             | Magyar hang      |
| ---------------- | ------------------- | ---------------- |
| Milly Stephenson | Myrna Loy           | Vándor Éva       |
| Al Stephenson    | Fredric March       | Mihályi Győző    |
| Fred Derry       | Dana Andrews        | Schnell Ádám     |
| Homer Parrish    | Harold Russell      | Kerekes József   |
| Peggy Stephenson | Teresa Wright       | Dögei Éva        |
| Marie Derry      | Virginia Mayo       | Orosz Anna       |
| Wilma Cameron    | Cathy O’Donnell     | Ruttkay Laura    |
| Butch            | Hoagy Carmichael    | Balázsi Gyula    |
| Hortense Derry   | Gladys George       | Andresz Kati     |
| Pat Derry        | Roman Bohnen        | ?                |
| Mr. Milton       | Ray Collins         | Izsóf Vilmos     |
| Mr. Parrish      | Walter Baldwin      | ?                |
| Mrs. Parrish     | Minna Gombell       | ?                |
| Mrs. Cameron     | Dorothy Adams       | ?                |
| Mr. Cameron      | Don Beddoe          | Cs. Németh Lajos |
| Luella Parrish   | Marlene Aames       | Kiss Bernadett   |
| Rob Stephenson   | Michael Hall        | Bódy Gergely     |
| Prew             | Charles Halton      | ?                |
| Mr. Mollett      | Ray Teal            | ?                |
| Thorpe           | Howland Chamberlain | ?                |
| Novak            | Dean White          | ?                |
| Bullard          | Erskine Sanford     | ?                |
| Woody Merrill    | Victor Cutler       | ?                |

További magyar hangok: Haagen Imre, Réti Szilvia, Szalay Imre, Várday Zoltán

## Fogadtatás
A film szinte csak pozitív kritikát kapott. Bosley Crowther a The New York Times kritikusa, az év legjobb hollywoodi filmjének, benne a legjobb alakításokkal nevezte a produkciót.
Anyagi szempontból is roppant sikeres volt, ha az inflációt figyelembe vesszük, akkor benne van a legjobb 100 filmben bevételi oldalon az amerikai filmtörténelemben.

## Fontosabb díjak és jelölések
A film nyolcból hét Oscar-díjat is kapott. Fredric March elnyerte élete második aranyszobrát az 1932-es Dr. Jekyll és Mr. Hyde után. Harold Russell, nem volt profi színész, hanem valódi háborús veterán, ennek ellenére két Oscart is kapott. A legjobb férfi mellékszereplőnek járót, és egy tiszteletbelit "reményt és bátorságot adva alakításával a haza háborús veteránjainak". Később az egyik aranyszobrot eladta 50 ezer dollárért, hogy felesége kórházi számláját ki tudja egyenlíteni.
- Oscar-díj (1947)
  - díj: legjobb film – Samuel Goldwyn Productions
  - díj: legjobb rendező – William Wyler
  - díj: legjobb férfi főszereplő – Fredric March
  - díj: legjobb férfi mellékszereplő – Harold Russell
  - díj: legjobb forgatókönyvíró – Robert E. Sherwood
  - díj: legjobb zene – Hugo Friedhofer
  - díj: legjobb vágó – Daniel Mandell
  - díj: tiszteletbeli kitüntetés – Harold Russell
  - díj: legjobb hang jelölés – Gordon Sawyer
- Golden Globe-díj (1947)
  - díj: legjobb film – Samuel Goldwyn Productions
  - díj: speciális díj (legjobb nemprofi színésznek) – Harold Russell
- BAFTA-díj (1948)
  - díj: legjobb film – Samuel Goldwyn Productions

## Fordítás
- Ez a szócikk részben vagy egészben  a   The_Best_Years_of_Our_Lives című angol Wikipédia-szócikk fordításán alapul.  Az eredeti cikk szerkesztőit annak laptörténete sorolja fel. Ez a jelzés csupán a megfogalmazás eredetét és a szerzői jogokat jelzi, nem szolgál a cikkben szereplő információk forrásmegjelöléseként.